# Carl Ollonberg (1740–1818)
Carl Ollonberg, född 13 juni 1740 Allerums församling, Malmöhus län, död 3 februari 1818 i Alingsås, var en svensk friherre och överste.

## Biografi
Carl Ollonberg föddes 1740 på Pilshult i Allerums församling. Han var son till lagmannen Ture Ollonberg och Christina Maria Silfverskiöld. Ollonberg blev 7 november 1755 student vid Uppsala universitet. Han var 1754 volontär vid Västgöta-Dals regemente och blev 1758 sergeant vid regementet. Ollonberg blev 12 juli 1758 konstituerad fänrik, 23 januari 1760 sekundadjutant, 26 maj 1762 löjtnant, 9 maj 1763 premiäradjutant, 23 februari 1774 kapten och 1 juni 1778 major i regementet. Han blev 24 januari 1779 riddare av Svärdsorden och 2 mars 1785 överstelöjtnant vid regementet. Ollonberg blev 2 september 1789 överste i armen och slutade där 11 augusti 1792. Han avled 1818 i Alingsås församling och begravdes 8 februari samma år.
Han invaldes som ledamot nr 27 av Kungliga Musikaliska Akademien den 11 mars 1772 (av "andra klassen" 1814).
Ollonberg ägde gården Haneström i Fuxerna socken.